# Phaenopsylla tiflovi
Phaenopsylla tiflovi är en loppart som beskrevs av Ioff 1950. Phaenopsylla tiflovi ingår i släktet Phaenopsylla och familjen smågnagarloppor. Inga underarter finns listade i Catalogue of Life.